# Cármenes (kommunhuvudort)
Cármenes är en kommunhuvudort i Spanien.   Den ligger i provinsen Provincia de León och regionen Kastilien och Leon, i den norra delen av landet, 300 km nordväst om huvudstaden Madrid. Cármenes ligger 1 162 meter över havet och antalet invånare är 425.
Terrängen runt Cármenes är huvudsakligen kuperad. Cármenes ligger nere i en dal. Runt Cármenes är det mycket glesbefolkat, med 2 invånare per kvadratkilometer. Närmaste större samhälle är Ruayer, 10,7 km norr om Cármenes. I omgivningarna runt Cármenes växer i huvudsak blandskog.